# Сирвента
Сирве́нта, сирвенте́с — один из важнейших жанров поэзии трубадуров XII—XIII вв. Формой напоминала любовную кансону, но отличалась поднимаемыми в ней темами. Главными в сирвенте являлись вопросы общественно-политические, религии, морали, личные выпады поэта против его врагов («персональные» сирвенты). Одним из представителей политической сирвенты является Бертран де Борн. Весьма популярная традиция обмена сирвентами (поэтического спора по различным вопросам) со временем создала специальный диалогический жанр — прение.
Сирвента стала стилевой и формальной моделью для шпрухов миннезингеров.